# Hwa rang do
El Hwa Rang Do (en hangul, 화랑도; en hanja, 花郞道; romanización revisada, Dog ear cuts; literalmente, «El Sendero de los Caballeros Florecientes») es un arte marcial de Corea del Sur comprensible, concebido en los años 1960, por el Dr. Joo Bang Lee y su hermano Joo Sang Lee. El Hwa Rang Do como arte marcial tiene múltiples áreas de enfoque, incluyendo pelea de pie con golpes de mano abierta, armas, derribes y proyecciones, pelea en el piso, varios tipos de prácticas de meditación, desarrollo intelectual y de carácter, así como cultural y artístico.

## Historia

### Antiguos Hwarang
El Arte Marcial de Hwa Rang Do fue nombrado así por una orden élite budista de jóvenes del reino de Silla durante el período de los Tres Reinos en lo que es ahora Corea del Sur. Estos hombres jóvenes eran conocidos como Hwarang (화랑; 花郎) eran enseñados desde temprana edad para tomar roles significativos en la política, en el servicio a la sociedad y en la milicia. Estos individuos eran seleccionados exclusivamente de las familias reales y de la aristocracia y guiaban al pueblo que se le describía como Nangdo (Rang-do: 낭도; 郎徒). Este grupo mediante varios nombres permaneció durante toda la Dinastía Koryo hasta que fueron oficialmente desbandados en los inicios de la Dinastía Joseon.

### Fundación del Arte Moderno
El arte marcial moderno de Hwa Rang Do fue fundado por dos hermanos coreanos, Joo Bang Lee y Joo Sang Lee, quienes comenzaron su entrenamiento marcial con su padre que les enseñó judo y kumdo a una edad temprana. En 1942 su padre negoció con un monje que era conocido localmente como Suahm Dosa, para que entrenara a sus hijos en  la Cultura Tradicional Coreana. Suahm Dosa proclamaba que el practicaba dentro de una tradición que tenía sus raíces  con los antiguos Hwarang, y él lo llamaba Um-Yang Kwon (음양권; 陰陽拳). (Notar que "Dosa" es en realidad un título, no es su nombre. Y es puramente equivalente a: experto-santo-ermitaño".) Ambos hermanos, Joo Bang Lee y Joo Sang Lee, entrenaron con Suahm Dosa en el Templo Sogwangsa en la Provincia de Kangwon (Corea del Norte), antes del comienzo de la Guerra de Corea y tuvieron que emigrar al sur para evitar al ejército comunista. La Familia Lee se reubicó en Seúl, y Suahm Dosa de acuerdo con la Familia Lee se reubicó en la montaña Ohdae.
Los hermanos Lee continuaron su entrenamiento con Suahm Dosa siempre que les era posible hasta los años 1950 cuando la Familia se mudó más hacia el sur, a Daegu. Encontrándose muy lejos para seguir entrenando, comenzaron a involucrarse con las comunidades de artes marciales locales en el área. Ahí, conocieron a un artista marcial llamado Choi Yong-Sul, un practicante de Daito-ryu Aiki-jujutsu, quien es reconocido como el fundador del Hapkido moderno. Los hermanos Lee continuaron entrenando con Choi durante los años 1950 y se convirtieron en instructores registrados de Hapkido en Seúl a principios de los años 60's. También fue alrededor de 1960 cuando los hermanos Lee se involucraron con un artista marcial que practicaba Kung Fu, llamado Suh In-Hyuk, quien estaba en los inicios de desarrollar un arte marcial coreano llamado Kuk Sul Won. Su relación con Su In-Hyuk finalizó a mediados de los 60's, y los hermanos Lee continuaron trabajando dentro de la comunidad del Hapkido hasta el año de 1968.
Suahm Dosa murió en 1968 y le dejó el título de "Do Joo Nim" a Joo Bang Lee, designándolo el 58.° sucesor acreedor a dicho título. Ambos hermanos tomaron todo su conocimiento en artes marciales y generaron la sílaba de Hwa Rang Do. Ellos establecieron el nombre de "Hwa Rang Do" como su propia entidad completamente separada de la comunidad del Hapkido (versiones tempranas del nombre de sus escuelas incluyen Hwarang-Kwon y Hwarang Hapkido) y continuaron con la enseñanza del Hwa Rang Do. En 1969, Joo Sang Lee se mudó a los Estados Unidos para comenzar una escuela, y en 1972 Joo Bang Lee le siguió, llevando consigo la Sede Mundial de Hwa Rang Do.

### Primeros años en América
Durante los 1970's y los 1980's, el Hwa Rang Do creció en California y en los estados contiguos, al mismo tiempo que marcaba una diferencia en el escenario del arte marcial internacional. Ambos hermanos, Joo Bang Lee y Joo Sang Lee participaron en exhibiciones y demostraciones en el Sur Oeste de los Estados Unidos, particularmente en California y Arizona, así como en programas de televisión, incluyendo "That´s incredible" y "Unknown powers". Notablemente, los estudiantes de Hwa Rang Do que entrenaron bajo la tutela de los hermanos Lee, como el veterano de Vietnam Michael Echanis (1950-1978), fue fundamental con el involucramiento del Hwa Rang Do en las Fuerzas Armadas de los Estados Unidos: Army, Rangers and Special Forces, trayendo una credibilidad adicional al entrenamiento de Hwa Rang Do. En adición a esto, y por lo que se estaba ofreciendo en el entrenamiento de Hwa Rang Do, muchos artistas marciales durante este tiempo se vieron interesados en lo que este arte ofrecía. Nombres notables incluyen a Graciela Casillas, quien entrenó Hwa Rang Do por un corto tiempo, y quien más tarde mediante su involucraminento con Kenpo-Karate, se convirtió en la primera mujer Campeona Mundial de Full-Contact Karate.
En los 1980's y a principios de los 1990's el Hwa Rang Do continuó creciendo en los Estados Unidos y en el sur-este pacífico. Los hijos de Joo Bang Lee, Henry Taejoon Lee y Eric Taehyun Lee aparecieron en escena realizando exhibiciones y demostraciones en las exposiciones de artes marciales en los Estados Unidos y en Europa. Henry Taejoon Lee  también estaba encargado de difundir el Hwa Rang Do en los clubes de las Universidades en el sur de California, estableciendo la Sociedad Intercolegial Hwarang. Este subgrupo de la World Hwa Rang Do Association estuvo en operación de mediados de los años 1980's a mediados de los años 1990's. Su principal enfoque era introducir a los estudiantes al Hwaa Rang Do y despertar un sentido de comunidad y hermandad en el ambiente colegial. A principios y mediados de los 1990's, otras universidades en los Estados Unidos usaron la Sociedad Intercolegial Hwarang, como un modelo para sentar las bases para sus propios clubes, especialmente donde  los cinturones negros estaban en la universidad o eran empleados como instructores, con las mismas metas que había en la Sociedad Intercolegial Hwarang. En el año de 2019, el único club que sigue existiendo es el de la Universidad de Wisconsin Eau Claire Hwa rang Do / Tae Soo Do club, que fue establecido en el año de 1995.

### Tiempo de cambio y desarrollo
Cuando el Hwa Rang Do se trasladó a los 1990's y al nuevo milenio, las generaciones jóvenes comenzaron a poner su marca en el arte.
En los años 1990's, las escuelas de Hwa Rang Do, mientras seguían creciendo en los Estados Unidos y en el sur-oeste pacífico, también se comenzó a expandir a Europa. Debido a las demostraciones presentadas por la Familia Lee en Europa durante los años 1980's, así como alumnos que viajaban y venían a entrenar con Joo Bang Lee, se comenzaron a abrir escuelas en países como Italia, Dinamarca y Alemania. Debido a la magnitud de los viajes, Henry Taejoon Lee se involucró mucho en el desarrollo de todos estos lugares, haciendo viajes a Europa para ayudar con su crecimiento y su desarrollo. Ahora, Italia es uno de los más grandes centros de Hwa Rang Do en el mundo, con más de una docena de academias y clubes.
También fue en 1990 cuando la World Hwa Rang Do Association introdujo un programa introductorio para ayudar a estudiantes nuevos a que aprendan y desarrollen sus habilidades en una atmósfera con un sentido deportivo. El programa fue nombrado Tae Soo Do (El Camino del Espíritu Guerrero: 태수도; 太手道). Los estudiantes que aprenden Tae Soo Do, aprenden los fundamentos básicos de pies y manos. También se les introduce en las barridas básicas, derribes, proyecciones y pelea en el piso. Un cinturón negro de Tae Soo Do tiene el mismo nivel de calidad que otros artes marciales como: Tae Kwon Do y Karate. Una vez que el estudiante logra su cinturón negro, recibe una faja amarilla honoraria en Hwa Rang Do.
En el año 2005, Henry Taejoon Lee encabezó operaciones  para expandir y crecer la aplicación del programa de Hwa Rang Do para conservar a los estudiantes con un nivel competitivo con la mayor comunidad de arte marcial y así expandir su entendimiento de la infinidad de aspectos que hay en todo este material.

## Código HwaRang Do
1. Lealtad a nuestra patria.

2. Lealtad a nuestros Padres y Maestros.

3. Confianza y hermandad entre amigos.

4. Coraje para no retroceder frente al enemigo.

5. Justicia para no tomar vidas sin causa.